# Força Aèria Ucraïnesa
La Força Aèria Ucraïnesa (en ucraïnès: Повітряні Сили України, transliterat: Povitryani Syly Ukrayiny) és la branca de les Forces Armades d'Ucraïna la funció de les quals és la vigilància de l'espai aeri d'Ucraïna. Va ser establerta el 17 de març de 1992, poc després de la dissolució de la Unió Soviètica, heretant part dels avions de la Força Aèria Soviètica que van quedar en territori del país. Des de llavors la Força Aèria Ucraïnesa ha anat reduint la seva grandària i actualitzant el seu material, encara que malgrat els seus esforços, en l'actualitat gran part del seu material és d'origen soviètic.

## Aeronaus i equipament
La Força Aèria Ucraïnesa compta amb les següents unitats:
| Aeronau                 | Origen                 | Tipus                                     | Versions                                        | En servei | Notes                                                                           |
| Avions                  | Avions                 | Avions                                    | Avions                                          | Avions    | Avions                                                                          |
| ----------------------- | ---------------------- | ----------------------------------------- | ----------------------------------------------- | --------- | ------------------------------------------------------------------------------- |
| Mikoyan-Gurevich MiG-29 | Unió Soviètica         | Avió de caça                              | MiG-29MiG-29MiG-29AMiG-29MMiG-29UBMiG-29MU1     | 80        | Les 5 unitats de la versió MiG-29MU1 són actualitzacions realitzades a Ucraïna. |
| Sukhoi Su-27            | Unió Soviètica         | Avió de caça                              | Su-27 Su-27 Su-27C Su-27 Su-27UB                | 36        |                                                                                 |
| Aero L-39 Albatros      | Txecoslovàquia         | Avió d'atac lleuger i entrenament avançat | L-39L-39M1                                      | 39        |                                                                                 |
| Sukhoi Su-24            | Unió Soviètica         | Bombarder tàctic Avió de reconeixement    | Su-24M/MKEl Su-24MR                             | 1323      |                                                                                 |
| Sukhoi Su-25            | Unió Soviètica         | Avió d'atac a terra                       | Su-25 Su-25UB Su-25K Su-25UTG Su-25M1 Su-25UBM1 | 36        | Les versions Su-25M1 i Su-25UBM1 són actualitzacions realitzades a Ucraïna.     |
| Ilyushin Il-76          | Unió Soviètica         | Avió de transport                         | Il-76                                           | 20        |                                                                                 |
| Antonov An-24           | Ucraïna                | Avió de transport                         | An-24                                           | 13        |                                                                                 |
| Antonov An-26           | Ucraïna                | Avió de transport                         | An-26                                           | 28        |                                                                                 |
| Antonov An-70           | Ucraïna                | Avió de transport                         | An-70                                           | 2         |                                                                                 |
| Helicòpters             |                        |                                           |                                                 |           |                                                                                 |
| Mil Mi-17               | Unió Soviètica         | Helicòpter utilitari                      | Mi-17                                           | 100       |                                                                                 |
| Mil Mi-8MSB1            | Unió Soviètica Ucraïna | Helicòpter utilitari                      | Mi 8MSB1                                        | 0         | Modernització realitzada a Ucraïna, començaran a entrar en servei en 2011.      |
| Mil Mi-24               | Unió Soviètica         | Helicòpter de transport i atac            | Mi-24                                           | 58        |                                                                                 |
| Mil Mi-2MSB2            | Unió Soviètica Ucraïna | Helicòpter de transport                   | Mi-2MSB2                                        | 0         | Modernització realitzada a Ucraïna, començaran a entrar en servei en 2011.      |

## Galeria d'imatges

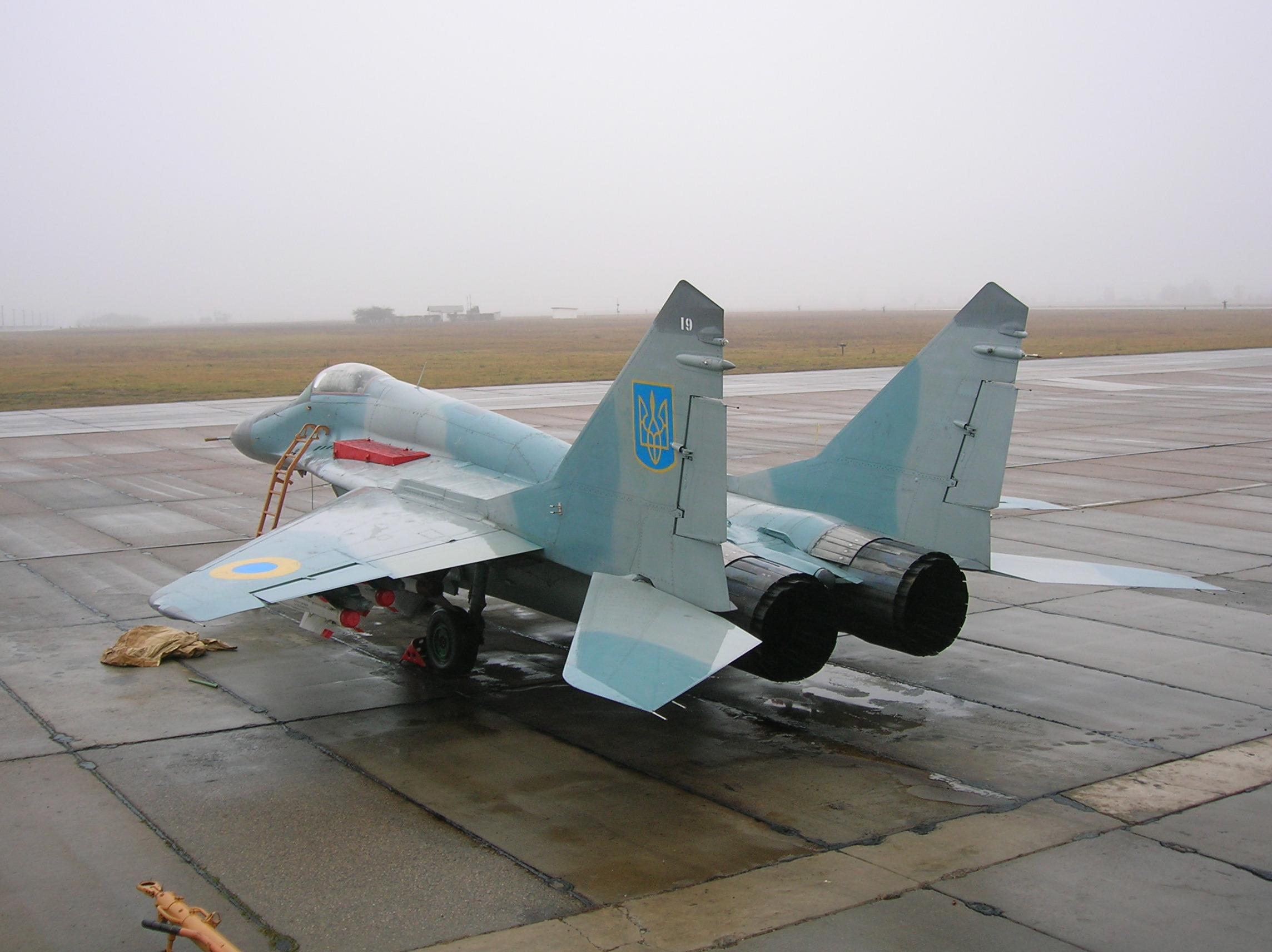
Mikoyan-Gurevich MiG-29.
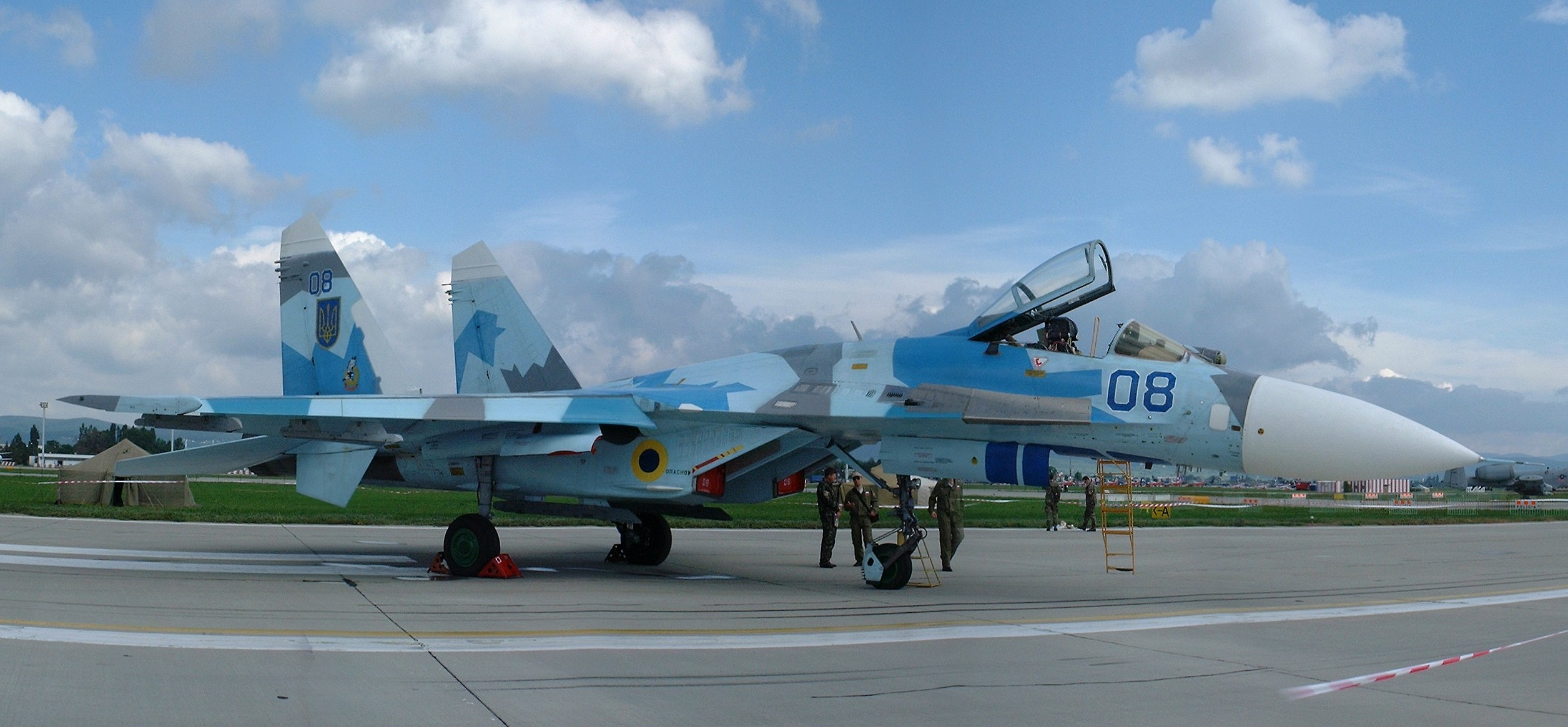
Sukhoi El seu-27S.
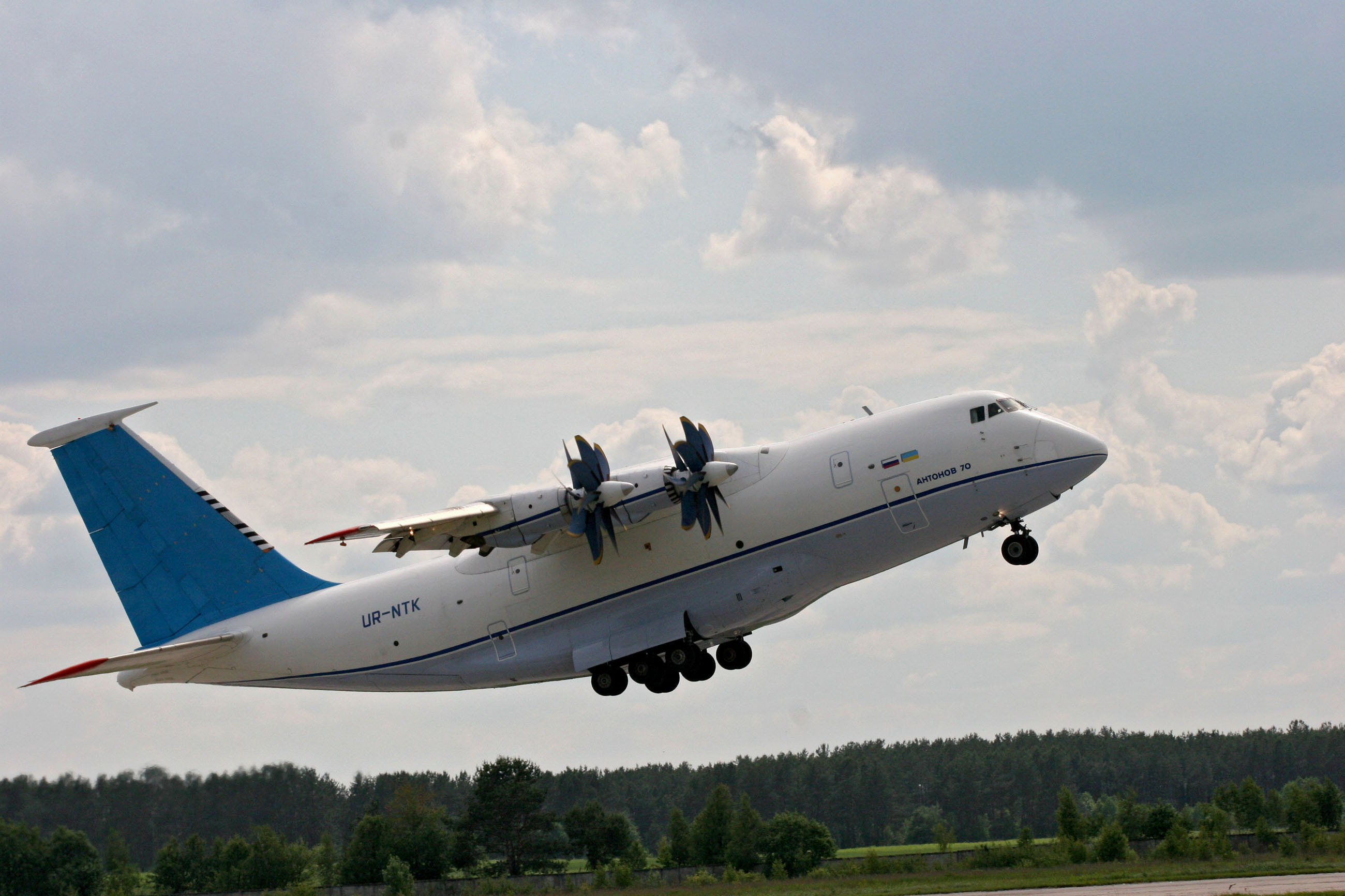
Antonov An-70.